# Antoine Guérini
Antoine Guérini (* 1902 in Calenzana, Korsika; † 23. Juni 1967 in Marseille, Frankreich) war der mächtigste Mafia-Boss im Marseille der 1950er Jahre.

## Biografie
Aufgewachsen in Korsika, kam Antoine Guérini 1923 zur Ableistung seines Wehrdienstes auf das Festland und schließlich in die Hafenstadt Marseille, wo er mit der Halbwelt in Verbindung kam und gemeinsame Geschäfte mit ortsansässigen Gangstern machte. 
Während des Zweiten Weltkriegs gehörte er zu einem Schmugglerring, der die Résistance mit Waffen versorgte. Nach dem Krieg entwickelte Guérini sich zum mächtigsten Mafia-Boss in Marseille, der vor allem in den 1950er Jahren die Heroinproduktion total dominierte. 
In den 1960er Jahren erwuchs ihm mit Marcel Francisci, dem Boss eines blühenden internationalen Spielcasinorings, ein mächtiger Gegner, der ihm die Kontrolle über das Marseiller Halbweltmilieu streitig machte. Der Streit um Marktanteile gipfelte im bewaffneten Kampf der beiden Banden, der zwischen 1965 und 1967 seinen gewalttätigen Höhepunkt erreichte. An dessen Ende waren die Guérinis entscheidend geschlagen. Bandenführer Antoine Guérini kam im Juni 1967 bei einem Attentat ums Leben, als er an einer Marseiller Tankstelle von zwei Auftragskillern mit insgesamt elf Schüssen getötet wurde. Seine Brüder Barthélemy und Pascal wurden im Januar 1970 wegen Mordes zu 20 bzw. 15  Jahren Gefängnis verurteilt. Damit gehörte die Guérini-Dynastie der Vergangenheit an.

## Kontakte zu Geheimdiensten
Den Aufstieg zur anderthalb Jahrzehnte währenden Herrschaft über die Marseiller Halbwelt verdankte die Familie Guérini in erster Linie der Kommunistenhatz, die die Sozialisten und Gaullisten mit der CIA verband. Dabei waren es außerordentlich günstige Voraussetzungen, dass Antoine seit seiner Tätigkeit als Waffenschmuggler gegen die Nazis über gute Verbindungen zum britischen und amerikanischen Geheimdienst verfügte. So schloss die CIA am 15. November 1947 mit der korsischen Mafia einen Pakt und ließ von Guérinis Gefolgsleuten die Streikbewegung mit Waffengewalt niederschlagen und die Führer der kommunistischen Gewerkschaften ermorden.